# Biathlon-NorAm-Cup 2011/12
Der Biathlon-NorAm-Cup 2011/12 wird wie auch schon in den Saisons zuvor als indirekter Unterbau zum Biathlon-Weltcup veranstaltet.
Die Wettbewerbe des NorAm-Cups werden je nach Austragungsort von den Nationalverbänden Kanadas und der USA sowie von den örtlichen ausrichtenden Vereinen organisiert. Zudem fungiert die Internationalen Biathlon-Union (IBU) als Partner, womit die Wettbewerbe offizielle Wettkämpfe des Weltverbandes sind. Die Rennserie wird zum größten Teil nur von kanadischen und US-amerikanischen Biathleten genutzt. Anders als im Weltcup und dem IBU-Cup sind die Starterfelder vor allem bei den Frauen nicht sehr groß. Vielfach laufen einzelne Athleten auch nur einzelne Rennen, zum Teil weil sich Athleten und Athletinnen für Rennen in Europa empfohlen haben und dann dort starten, oder aber weil nicht immer alle Spitzenathleten zu den einzelnen Wettkämpfen entsandt wurden. Der US-amerikanische Kader rekrutiert sich vor allem aus Athleten der United-States-Army-Reserve sowie der Nationalgarde der Vereinigten Staaten, während die kanadischen Athleten vor allem aus dem Nationalkader des Landes berufen werden. In den Rennen in den USA treten meist vor allem US-Athleten an, bei den Rennen in Kanadier herrschen Teilnehmer aus Kanada vor. Einzig bei Rennen in näherer Grenzregion werden Starterfelder in ähnlicher Größe entsandt. Unter dem Nor-Am-Cup werden in Kanada Rennen auf regionaler Ebene, in den USA meist innerhalb oder zwischen den militärischen Einheiten organisiert, in Kanada auch als Rennserien. Abgesehen von den Spitzenathleten, die oft Teil des Nationalkader des Landes sind, können sich die US-Athleten in der nordamerikanischen Spitze gegen die Vertreter Kanadas selten durchsetzen. Während der Kader der Kanadier über längere Zeit nur in Teilen verändert wird, ist die Fluktuation im US-Kader recht groß.
In den Saisonrennen des Jahres 2011 dominierten bei den Männern der Kanadier Nathan Smith mit zwei Siegen zum Saisonauftakt und Wynn Roberts, der in drei der vier ersten Rennen aufs Podium lief und dabei ein Rennen gewann. Das Mitteldrittel dominierte der Kanadier Marc-André Bédard, der vier Rennen in Folge gewinnen konnte. Auch David Grégoire und Vincent Blais platzierten sich regelmäßig auf dem Podium, so dass in den Rennen im Januar und Februar abgesehen von Michael Gibson mit zwei dritten Rängen in Fort Kent nur auf dem Podium standen. Einzig zum Saisonfinale in Lake Placid dominierten nochmals US-Amerikaner, unter anderem mit zwei Siegen von Michael Gibson. Die Gesamtwertung gewann überlegen Vincent Blais, der abgesehen von zwei Siegen in Valcartier auch jeweils zwei zweite und zwei dritte Ränge erreichte.
Bei den Frauen waren die Rennen des Jahres 2011 ausgeglichen. Erst im zweiten Saisondrittel konnte mit der Kanadierin Claude Godbout, die fünf Siege in Folge erreichte, eine dominierende Rolle einnehmen. Einschließlich des ersten Saisondrittels erreichte zudem die US-Amerikanerin Katrina Howe vier Podiumsplatzierungen. Erst zum Saisonfinale konnten US-Amerikanerin in Lake Placid in Gestalt von Corrine Malcolm mit zwei Siegen und Hannah Dreissigacker mit zwei zweiten Plätzen wieder die dominante Rolle wie zu Beginn der Saison spielen. Claude Godbout gewann dann auch vor Katrina Howe die Gesamtwertung.
Mit der in Kanada lebenden Brasilianerin Jaqueline Mourão nahm nur eine Läuferin an den Wettkämpfen teil, die nicht für den kanadischen oder US-amerikanischen Nationalkader startberechtigt ist.

## Ergebnisse Männer-Wettbewerbe
| 1. NorAm-Cup in Canmore, 3. Dezember 2011 – 4. Dezember 2011 | 1. NorAm-Cup in Canmore, 3. Dezember 2011 – 4. Dezember 2011 | 1. NorAm-Cup in Canmore, 3. Dezember 2011 – 4. Dezember 2011 | 1. NorAm-Cup in Canmore, 3. Dezember 2011 – 4. Dezember 2011 | 1. NorAm-Cup in Canmore, 3. Dezember 2011 – 4. Dezember 2011 |
| ------------------------------------------------------------ | ------------------------------------------------------------ | ------------------------------------------------------------ | ------------------------------------------------------------ | ------------------------------------------------------------ |
| Datum                                                        | Disziplin                                                    | Erster Platz                                                 | Zweiter Platz                                                | Dritter Platz                                                |
| 3. Dezember 2011 (Sa.)                                       | Sprint (10 km)                                               | Nathan Smith                                                 | Wynn Roberts                                                 | Beau Thompson                                                |
| 4. Dezember 2011 (So.)                                       | Verfolgung (12,5 km)                                         | Nathan Smith                                                 | Kurtis Wenzel                                                | Wynn Roberts                                                 |

| 2. NorAm-Cup in West Yellowstone, 9. Dezember 2011 – 11. Dezember 2011 | 2. NorAm-Cup in West Yellowstone, 9. Dezember 2011 – 11. Dezember 2011 | 2. NorAm-Cup in West Yellowstone, 9. Dezember 2011 – 11. Dezember 2011 | 2. NorAm-Cup in West Yellowstone, 9. Dezember 2011 – 11. Dezember 2011 | 2. NorAm-Cup in West Yellowstone, 9. Dezember 2011 – 11. Dezember 2011 |
| ---------------------------------------------------------------------- | ---------------------------------------------------------------------- | ---------------------------------------------------------------------- | ---------------------------------------------------------------------- | ---------------------------------------------------------------------- |
| Datum                                                                  | Disziplin                                                              | Erster Platz                                                           | Zweiter Platz                                                          | Dritter Platz                                                          |
| 10. Dezember 2011 (Sa.)                                                | Sprint (10 km)                                                         | Wynn Roberts                                                           | Kevin Jacobsen                                                         | Brian Woodard                                                          |
| 11. Dezember 2011 (So.)                                                | Verfolgung (12,5 km)                                                   | Russell Currier                                                        | Brian Woodard                                                          | Robert Killian                                                         |

| 3. NorAm-Cup in Fort Kent, 21. Januar 2012 – 22. Januar 2012 | 3. NorAm-Cup in Fort Kent, 21. Januar 2012 – 22. Januar 2012 | 3. NorAm-Cup in Fort Kent, 21. Januar 2012 – 22. Januar 2012 | 3. NorAm-Cup in Fort Kent, 21. Januar 2012 – 22. Januar 2012 | 3. NorAm-Cup in Fort Kent, 21. Januar 2012 – 22. Januar 2012 |
| ------------------------------------------------------------ | ------------------------------------------------------------ | ------------------------------------------------------------ | ------------------------------------------------------------ | ------------------------------------------------------------ |
| Datum                                                        | Disziplin                                                    | Erster Platz                                                 | Zweiter Platz                                                | Dritter Platz                                                |
| 8. Januar 2012 (Sa.)                                         | Sprint (10 km)                                               | Marc-André Bédard                                            | Vincent Blais                                                | Michael Gibson                                               |
| 9. Januar 2012 (So.)                                         | Massenstart (15 km)                                          | Marc-André Bédard                                            | Vincent Blais                                                | Michael Gibson                                               |

| 4. NorAm-Cup in La Patrie, 28. Januar 2012 – 29. Januar 2012 | 4. NorAm-Cup in La Patrie, 28. Januar 2012 – 29. Januar 2012 | 4. NorAm-Cup in La Patrie, 28. Januar 2012 – 29. Januar 2012 | 4. NorAm-Cup in La Patrie, 28. Januar 2012 – 29. Januar 2012 | 4. NorAm-Cup in La Patrie, 28. Januar 2012 – 29. Januar 2012 |
| ------------------------------------------------------------ | ------------------------------------------------------------ | ------------------------------------------------------------ | ------------------------------------------------------------ | ------------------------------------------------------------ |
| Datum                                                        | Disziplin                                                    | Erster Platz                                                 | Zweiter Platz                                                | Dritter Platz                                                |
| 15. Januar 2012 (Sa.)                                        | Sprint (10 km)                                               | Marc-André Bédard                                            | David Grégoire                                               | Vincent Blais                                                |
| 16. Januar 2012 (So.)                                        | Verfolgung (12,5 km)                                         | Marc-André Bédard                                            | David Grégoire                                               | Vincent Blais                                                |

| 5. NorAm-Cup in Valcartier, 25. Februar 2012 – 26. Februar 2012 | 5. NorAm-Cup in Valcartier, 25. Februar 2012 – 26. Februar 2012 | 5. NorAm-Cup in Valcartier, 25. Februar 2012 – 26. Februar 2012 | 5. NorAm-Cup in Valcartier, 25. Februar 2012 – 26. Februar 2012 | 5. NorAm-Cup in Valcartier, 25. Februar 2012 – 26. Februar 2012 |
| --------------------------------------------------------------- | --------------------------------------------------------------- | --------------------------------------------------------------- | --------------------------------------------------------------- | --------------------------------------------------------------- |
| Datum                                                           | Disziplin                                                       | Erster Platz                                                    | Zweiter Platz                                                   | Dritter Platz                                                   |
| 25. Februar 2012 (Sa.)                                          | Massenstart (15 km)                                             | Vincent Blais                                                   | David Grégoire                                                  | Rémi Grégoire Jacques                                           |
| 26. Februar 2012 (So.)                                          | Sprint (7,5 km)                                                 | Vincent Blais                                                   | David Grégoire                                                  | Samuel Laforest-Jean                                            |

| 6. NorAm-Cup in Lake Placid, 4. März 2012 – 5. März 2012 | 6. NorAm-Cup in Lake Placid, 4. März 2012 – 5. März 2012 | 6. NorAm-Cup in Lake Placid, 4. März 2012 – 5. März 2012 | 6. NorAm-Cup in Lake Placid, 4. März 2012 – 5. März 2012 | 6. NorAm-Cup in Lake Placid, 4. März 2012 – 5. März 2012 |
| -------------------------------------------------------- | -------------------------------------------------------- | -------------------------------------------------------- | -------------------------------------------------------- | -------------------------------------------------------- |
| Datum                                                    | Disziplin                                                | Erster Platz                                             | Zweiter Platz                                            | Dritter Platz                                            |
| 4. März 2012 (Sa.)                                       | Sprint (7,5 km)                                          | Michael Gibson                                           | John Witmer                                              | André Bolduc                                             |
| 5. März 2012 (So.)                                       | Verfolgung (10 km)                                       | Michael Gibson                                           | Eric Seyse                                               | John Witmer                                              |

### Gesamtwertung Männer
| Platz | Sportler              | Land               | Punkte |
| ----- | --------------------- | ------------------ | ------ |
| 1     | Vincent Blais         | Kanada             | 338    |
| 2     | Michael Gibson        | Vereinigte Staaten | 276    |
| 3     | Marc-André Bédard     | Kanada             | 240    |
| 4     | David Grégoire        | Kanada             | 224    |
| 5     | Elijah MacCulloch     | Kanada             | 202    |
| 6     | Alain Guimont         | Kanada             | 185    |
| 7     | Kevin Jacobsen        | Vereinigte Staaten | 174    |
| 8     | Wynn Roberts          | Vereinigte Staaten | 169    |
| 9     | Pierre-Henri Poudré   | Kanada             | 133    |
| 10    | David Tuss            | Vereinigte Staaten | 146    |
| 11    | Nathan Smith          | Kanada             | 120    |
| 12    | John Witmer           | Vereinigte Staaten | 109    |
| 13    | Brian Woodard         | Vereinigte Staaten | 109    |
| 14    | André Bolduc          | Vereinigte Staaten | 103    |
| 15    | Robert Killian        | Vereinigte Staaten | 103    |
| 16    | Beau Thompson         | Kanada             | 103    |
| 17    | Samuel Laforest-Jean  | Kanada             | 100    |
| 18    | Patrick Clancy        | Vereinigte Staaten | 97     |
| 19    | Kurtis Wenzel         | Kanada             | 96     |
| 20    | Matt Neumann          | Kanada             | 94     |
| 21    | Kai Skinstad          | Kanada             | 94     |
| 22    | Aaron Scott           | Kanada             | 91     |
| 22    | Gahlord Dewald        | Vereinigte Staaten | 91     |
| 24    | Andy Wilkens          | Kanada             | 91     |
| 25    | Patrick Côté          | Kanada             | 88     |
| 26    | Ernst Visscher        | Vereinigte Staaten | 82     |
| 27    | Konrad Thiel          | Vereinigte Staaten | 78     |
| 28    | Jon Skinstad          | Kanada             | 76     |
| 29    | Steven Carroll        | Vereinigte Staaten | 74     |
| 30    | Shawn Blanke          | Vereinigte Staaten | 70     |
| 31    | Alex Frost            | Kanada             | 70     |
| 32    | Russell Currier       | Vereinigte Staaten | 60     |
| 33    | Eric Seyse            | Vereinigte Staaten | 56     |
| 34    | Rémi Grégoire Jacques | Kanada             | 53     |
| 35    | Guillaume Bertrand    | Kanada             | 50     |
| 36    | Mike Lessard          | Vereinigte Staaten | 50     |
| 37    | Tyson Smith           | Kanada             | 50     |
| 38    | Elijah MacCulloch     | Kanada             | 47     |
| 39    | Scott Lessard         | Vereinigte Staaten | 44     |
| 40    | Aaron Gillmor         | Kanada             | 42     |
| 41    | Eric Donald           | Kanada             | 40     |
| 42    | Eli Walker            | Vereinigte Staaten | 40     |
| 43    | Robert Douglas        | Vereinigte Staaten | 38     |
| 44    | Mark Arendz           | Kanada             | 36     |
| 45    | Blake Hillerson       | Vereinigte Staaten | 34     |

## Ergebnisse Frauen-Wettbewerbe
| 1. NorAm-Cup in Canmore, 3. Dezember 2011 – 4. Dezember 2011 | 1. NorAm-Cup in Canmore, 3. Dezember 2011 – 4. Dezember 2011 | 1. NorAm-Cup in Canmore, 3. Dezember 2011 – 4. Dezember 2011 | 1. NorAm-Cup in Canmore, 3. Dezember 2011 – 4. Dezember 2011 | 1. NorAm-Cup in Canmore, 3. Dezember 2011 – 4. Dezember 2011 |
| ------------------------------------------------------------ | ------------------------------------------------------------ | ------------------------------------------------------------ | ------------------------------------------------------------ | ------------------------------------------------------------ |
| Datum                                                        | Disziplin                                                    | Erster Platz                                                 | Zweiter Platz                                                | Dritter Platz                                                |
| 3. Dezember 2011 (Sa.)                                       | Sprint (7,5 km)                                              | Melanie Schultz                                              | Cynthia Clark                                                | Karen Messenger                                              |
| 4. Dezember 2011 (So.)                                       | Verfolgung (10 km)                                           | Cynthia Clark                                                | Karen Messenger                                              | Kathryn Stone                                                |

| 2. NorAm-Cup in West Yellowstone, 9. Dezember 2011 – 11. Dezember 2011 | 2. NorAm-Cup in West Yellowstone, 9. Dezember 2011 – 11. Dezember 2011 | 2. NorAm-Cup in West Yellowstone, 9. Dezember 2011 – 11. Dezember 2011 | 2. NorAm-Cup in West Yellowstone, 9. Dezember 2011 – 11. Dezember 2011 | 2. NorAm-Cup in West Yellowstone, 9. Dezember 2011 – 11. Dezember 2011 |
| ---------------------------------------------------------------------- | ---------------------------------------------------------------------- | ---------------------------------------------------------------------- | ---------------------------------------------------------------------- | ---------------------------------------------------------------------- |
| Datum                                                                  | Disziplin                                                              | Erster Platz                                                           | Zweiter Platz                                                          | Dritter Platz                                                          |
| 10. Dezember 2011 (Sa.)                                                | Sprint (7,5 km)                                                        | BethAnn Chamberlain                                                    | Katrina Howe                                                           | Jenny Abraham                                                          |
| 11. Dezember 2011 (So.)                                                | Verfolgung (10 km)                                                     | Katrina Howe                                                           | Jenny Abraham                                                          | Barbara Blanke                                                         |

| 3. NorAm-Cup in Fort Kent, 21. Januar 2012 – 22. Januar 2012 | 3. NorAm-Cup in Fort Kent, 21. Januar 2012 – 22. Januar 2012 | 3. NorAm-Cup in Fort Kent, 21. Januar 2012 – 22. Januar 2012 | 3. NorAm-Cup in Fort Kent, 21. Januar 2012 – 22. Januar 2012 | 3. NorAm-Cup in Fort Kent, 21. Januar 2012 – 22. Januar 2012 |
| ------------------------------------------------------------ | ------------------------------------------------------------ | ------------------------------------------------------------ | ------------------------------------------------------------ | ------------------------------------------------------------ |
| Datum                                                        | Disziplin                                                    | Erster Platz                                                 | Zweiter Platz                                                | Dritter Platz                                                |
| 8. Januar 2012 (Sa.)                                         | Sprint (7,5 km)                                              | Claude Godbout                                               | BethAnn Chamberlain                                          | Kathryn Stone                                                |
| 9. Januar 2012 (So.)                                         | Massenstart (12,5 km)                                        | Claude Godbout                                               | BethAnn Chamberlain                                          | Katrina Howe                                                 |

| 4. NorAm-Cup in La Patrie, 28. Januar 2012 – 29. Januar 2012 | 4. NorAm-Cup in La Patrie, 28. Januar 2012 – 29. Januar 2012 | 4. NorAm-Cup in La Patrie, 28. Januar 2012 – 29. Januar 2012 | 4. NorAm-Cup in La Patrie, 28. Januar 2012 – 29. Januar 2012 | 4. NorAm-Cup in La Patrie, 28. Januar 2012 – 29. Januar 2012 |
| ------------------------------------------------------------ | ------------------------------------------------------------ | ------------------------------------------------------------ | ------------------------------------------------------------ | ------------------------------------------------------------ |
| Datum                                                        | Disziplin                                                    | Erster Platz                                                 | Zweiter Platz                                                | Dritter Platz                                                |
| 15. Januar 2012 (Sa.)                                        | Sprint (7,5 km)                                              | Claude Godbout                                               | Yolaine Oddou                                                | Katrina Howe                                                 |
| 16. Januar 2012 (So.)                                        | Verfolgung (10 km)                                           | Claude Godbout                                               | Yolaine Oddou                                                | BethAnn Chamberlain                                          |

| 5. NorAm-Cup in Valcartier, 25. Februar 2012 – 26. Februar 2012 | 5. NorAm-Cup in Valcartier, 25. Februar 2012 – 26. Februar 2012 | 5. NorAm-Cup in Valcartier, 25. Februar 2012 – 26. Februar 2012 | 5. NorAm-Cup in Valcartier, 25. Februar 2012 – 26. Februar 2012 | 5. NorAm-Cup in Valcartier, 25. Februar 2012 – 26. Februar 2012 |
| --------------------------------------------------------------- | --------------------------------------------------------------- | --------------------------------------------------------------- | --------------------------------------------------------------- | --------------------------------------------------------------- |
| Datum                                                           | Disziplin                                                       | Erster Platz                                                    | Zweiter Platz                                                   | Dritter Platz                                                   |
| 25. Februar 2012 (Sa.)                                          | Massenstart (12,5 km)                                           | Claude Godbout                                                  | Élisabeth Laforest-Jean                                         | –                                                               |
| 26. Februar 2012 (So.)                                          | Sprint (10 km)                                                  | Élisabeth Laforest-Jean                                         | –                                                               | –                                                               |

| 6. NorAm-Cup in Lake Placid, 4. März 2012 – 5. März 2012 | 6. NorAm-Cup in Lake Placid, 4. März 2012 – 5. März 2012 | 6. NorAm-Cup in Lake Placid, 4. März 2012 – 5. März 2012 | 6. NorAm-Cup in Lake Placid, 4. März 2012 – 5. März 2012 | 6. NorAm-Cup in Lake Placid, 4. März 2012 – 5. März 2012 |
| -------------------------------------------------------- | -------------------------------------------------------- | -------------------------------------------------------- | -------------------------------------------------------- | -------------------------------------------------------- |
| Datum                                                    | Disziplin                                                | Erster Platz                                             | Zweiter Platz                                            | Dritter Platz                                            |
| 4. März 2012 (Sa.)                                       | Sprint (7,5 km)                                          | Corrine Malcolm                                          | Hannah Dreissigacker                                     | Danielle Bean                                            |
| 5. März 2012 (So.)                                       | Verfolgung (10 km)                                       | Corrine Malcolm                                          | Hannah Dreissigacker                                     | Laura Spector                                            |

### Gesamtwertung Frauen
| Platz | Sportler                | Land               | Punkte |
| ----- | ----------------------- | ------------------ | ------ |
| 1     | Claude Godbout          | Kanada             | 300    |
| 2     | Katrina Howe            | Vereinigte Staaten | 272    |
| 3     | BethAnn Chamberlain     | Vereinigte Staaten | 225    |
| 4     | Kathryn Stone           | Kanada             | 203    |
| 5     | Corrine Malcolm         | Vereinigte Staaten | 120    |
| 6     | Cynthia Clark           | Kanada             | 116    |
| 7     | Élisabeth Laforest-Jean | Kanada             | 116    |
| 8     | Hannah Dreissigacker    | Vereinigte Staaten | 112    |
| 9     | Yolaine Oddou           | Kanada             | 112    |
| 10    | Jenny Abraham           | Vereinigte Staaten | 109    |
| 11    | Karen Messenger         | Kanada             | 109    |
| 12    | Danielle Bean           | Vereinigte Staaten | 103    |
| 13    | Barbara Blanke          | Vereinigte Staaten | 100    |
| 14    | Melissa Manning         | Vereinigte Staaten | 100    |
| 15    | Betsy Mawdsley          | Kanada             | 94     |
| 16    | Carly Shiell            | Kanada             | 92     |
| 17    | Cindy Champion          | Vereinigte Staaten | 91     |
| 18    | Jennifer Paterson       | Kanada             | 91     |
| 19    | Melanie Schultz         | Kanada             | 60     |
| 20    | Laura Spector           | Vereinigte Staaten | 53     |
| 21    | BethAnn Chamberlain     | Vereinigte Staaten | 50     |
| 22    | Jaqueline Mourão        | Brasilien          | 47     |
| 23    | Alicia Hurley           | Kanada             | 40     |